# Relationer mellan Brunei och Tyskland
Brunei och Tyskland har haft diplomatiska relationer sedan 1 maj 1984. Tysklands ambassad i Bandar Seri Begawan öppnades 1985. 1991 öppnade Brunei en ambassad i Bonn, som 1999 flyttades till Berlin.
Bruneis import från Tyskland var 2009 värd 84.4 bruneiska dollar, medan export var 1,7 miljoner dollar.
Tysklands utrikesminister Guido Westerwelle åkte 2012 till ett möte mellan EU och ASEAN som hölls i Brunei. Bruneis sultan har besökt Tyskland 1998, 2002 och 2011.